# Velîka Țvilea, Iemilciîne
Velîka Țvilea (în ucraineană Велика Цвіля) este localitatea de reședință a comunei Velîka Țvilea din raionul Iemilciîne, regiunea Jîtomîr, Ucraina.

## Demografie
Componența lingvistică a localității Velîka Țvilea
     Ucraineană (99,08%)
     Alte limbi (0,8%)
Conform recensământului din 2001, majoritatea populației localității Velîka Țvilea era vorbitoare de ucraineană (99,08%), existând în minoritate și vorbitori de alte limbi.